# ویچی پاور
وِیچَی پاور (انگلیسی: Weichai Power) شرکت مجموعه‌سازی و قطعه‌سازی چینی است، که در سال ۱۹۴۶ تأسیس شد.